# Hipofiza
Hipofiza
Hipofiza je najznačajnija endokrina žlijezda. Proizvodi mnoge hormone i upravlja radom svih drugih žlijezda. Nalazi se s donje strane mozga i ona je žlijezda s unutrašnjim izlučivanjem.

## Smještaj
Smještena je na bazi mozga. Leži u udubini klinaste kosti u tzv. turskom sedlu (sella turcica). Obavija ju nabor čvrste moždane ovojnice (diaphragma sellae turcicae durae matris). Ovojnica se sastoji od dorzalnog i ventralnog lista. Na dorzalnom je listu postoji otvor (foramen diaphragmatis) koji u čovjeka čvrsto priliježe uz držak hipofize. U drugih kralježnjaka nije isto, pa je kod pasa prekriva samo dorzo-kaudalni dio a kod konja je vrlo širok i obuhvaća gotovo opseg hipofize. Držak hipofize je kranijalno omeđen chiasmom opticom i tractus opticusom, kaudalno se nalaze pedunculus cerebri i corpus mamillare, a lateralno je omeđen uzdignućima na bazi mozga, lobus piriformis.

## Građa
Građena je od tri temeljna dijela: prednjeg, srednjeg i stražnjeg režnja koji se razlikuju po svom razvoju, građi i funkciji:
- Prednji režanj (adenohipofiza) izvor je hormona rasta, prolaktina, folikul stimulirajućeg hormona (FSH), luteinizirajućeg hormona (LH), tirotropina, adrenokortikotropnog hormona (ACTH)
- Srednji režanj (pars intermedia) izlučuje melanocitno stimulacijskih hormon (MSH), u čovjeka bijele puti jako reduciran
- Stražnji režanj (neurohipofiza) izlučuje oksitocin i antidiuretski hormon (vazopresin)

Prema svom položaju najzaštićeniji je dio tijela. Velika je oko 1 cm i teška oko 0,5 grama. Smještena je na bazi velikog mozga, kao moždani privjesak koji visi na turskom sedlu. Djeluje na rast tijela, krvni tlak, rad bubrega, promet tvari. Hipofiza usklađuje rad drugih žlijezda s unutarnjim lučenjem. Također je zovu i glavnom ili centralnom žlijezdom. 
Kod svih životinja, mesnat žljezdasti prednji režanj različit je od živčanog stražnjeg režnja. Prednji režanj sastoji se od tri dijela: distalnog (pars distalis), tuberalnog (pars tuberalis) i intermedijarnog (pars intermedia), koji se naziva i srednjim režnjem.
Krvlju ju opskrbljuju dvije skupine arterija, koje potječu od unutarnje karotidne arterije. S gornje strane, desna i lijeva dorzalna hipofizna arterija opskrbljuju eminenciju medijanu i držak, a ventralno, desna i lijeva ventralna hipofizna arterija opskrbljuju neurohipofizu i malim dijelom držak.
Gledano po razvoju embrija, hipofizu zapravo čine dvije žlijezde: neurohipofiza koja se razvija od ektoderma i adenohipofiza koja se razvija od ektoderma usne šupljine. Neurohipofizu čine pars nervosa i infundibul, a adenohipofizu pars distalis seu glandularis, pars tuberalis seu infundibularis i pars intermedia.
Adenohipofiza i neurohipofiza nisu jednako smještene kod svih vrsta. Kod konja, psa i dupina adenohipofiza okružuje neurohipofizu. Kod čovjeka je neurohipofiza kaudalno od adenohipofize. Između adenohipofize i neurohipofize je hipofizna šupljina koje nema kod konja. Šupljina infundibula komunicira s trećom moždanom klijetkom. Kod konja završava sužavajući se u području prijelaza infundibula u hipofizu, dok kod psa se nastavlja u hipofizu. Infundibularnim drškom je hipofiza pričvršćena na bazi mozga. Čini ga infundibul obavijen s pars tuberalis adenohipofize.

## Zanimljivosti
Ako hipofiza u djetinjstvu neke osobe luči previše hormona rasta, ta osoba će imati giganski (divovski) rast. U suprotnom slučaju, ako ne luči dovoljno hormona, tada će se ta osoba razviti u patuljka, tj. imat će patuljasti rast.
Ona upravlja svim ostalim žlijezdama i zato je vrlo važan dio čovjekova organizma. Ako dođe do poremećaja u njezinom funkcioniranju - poremetit će se cijeli sustav djelovanja hormona.

## Funkcije hormona hipofize
| Naziv hormona                      | Funkcija hormona                                                                          |
| ---------------------------------- | ----------------------------------------------------------------------------------------- |
| hormon rasta (GH)                  | Potiče stvaranje proteina, rast tkiva i ostalih tjelesnih stanica.                        |
| tireotropni hormon (TSH)           | Potiče razvoj štitnjače i lučenje hormona štitnjače.                                      |
| adrenokorikotropni hormon (ACTH)   | Potiče lučenje hormona nadbubrežnih žlijezda.                                             |
| folikul stimulirajući hormon (FSH) | Potiče spolne žlijezde na stvaranje jajašaca i spermija.                                  |
| luitenizirajući hormon (LH)        | Potiče spolne žlijezde na stvaranje spolnih hormona.                                      |
| prolaktin (PL ili LTH)             | Potiče stvaranje mlijeka u mliječnim žlijezdama.                                          |
| melanocit stimulirajući hormon     | Potiče stvaranje melanina u melanocitima.                                                 |
| antidiuretski hormon (ADH)         | Regulira reapsorpciju vode u bubrezima.                                                   |
| oksitocin (OT)                     | Potiče kontrakcije maternice tijekom poroda te protok mlijeka kroz dojke tijekom dojenja. |

## Vanjske poveznice
- Medicina.hr
- Hipofiza  Arhivirana inačica izvorne stranice od 14. srpnja 2014. (Wayback Machine)